# Império Aericano

Bandeira do Império Aericano

Império Aericano (comumente chamado de Aérica) é uma micronação fundada em maio de 1987, que não possui território próprio e jamais teve sua existência reconhecida por qualquer estado estrangeiro. Seu nome é um trocadilho com o termo "Império Americano". Em 2000, o jornal The New York Times descreveu o website de Aérica como "uma das mais imaginativas" páginas de uma micronação.
Seus membros reclamam soberania sobre um vasto território não interligado, incluindo um quilômetro quadrado de terra na Austrália, uma área de tamanho equivalente a uma casa em Montreal, Canadá (que hospedaria a "Embaixada Para Tudo o Mais") e diversas outras regiões da Terra, além de uma colônia em Marte, o hemisfério norte de Plutão e um planeta imaginário.
Assim como a maioria das micronações, o número de membros ("cidadãos") de Aérica flutuou consideravelmente com o passar do tempo. Em maio de 2009, estimava-se um total em torno de 400 pessoas.